# Holzleiten (Gemeinde Haag)
Holzleiten ist eine Rotte und eine Katastralgemeinde der Stadtgemeinde Haag im Bezirk Amstetten in Niederösterreich.

## Siedlungsentwicklung
Zum Jahreswechsel 1979/1980 befanden sich in der Katastralgemeinde Holzleiten insgesamt 90 Bauflächen mit 39.311 m² und 119 Gärten auf 331.912 m², 1989/1990 waren es ebenso 90 Bauflächen. 1999/2000 war die Zahl der Bauflächen auf 138 angewachsen und 2009/2010 standen 162 Gebäude auf 289 Bauflächen.

## Geschichte
Laut Adressbuch von Österreich waren im Jahr 1938 in Holzleiten zwei Binder, ein Holzhändler, ein Lagerhaus, zwei Landesproduktehändler und einige Landwirte ansässig.

## Landwirtschaft
Die Katastralgemeinde ist landwirtschaftlich geprägt. 391 Hektar wurden zum Jahreswechsel 1979/1980 landwirtschaftlich genutzt und 12 Hektar waren forstwirtschaftlich geführte Waldflächen. 1999/2000 wurde auf 412 Hektar Landwirtschaft betrieben und 13 Hektar waren als forstwirtschaftlich genutzte Flächen ausgewiesen. Ende 2018 waren 385 Hektar als landwirtschaftliche Flächen genutzt und Forstwirtschaft wurde auf 12 Hektar betrieben. Die durchschnittliche Bodenklimazahl von Holzleiten beträgt 48,5 (Stand 2010).